# 용린
용린은 대한민국의 모던 록 밴드 디어 클라우드의 기타리스트이다.
2009년 6년만에 컴백한 박지윤의 7집 앨범《꽃, 다시 첫 번째》과 2012년 8집 앨범《나무가 되는 꿈》에 작곡가, 세션으로 참여하였다.

## 학력
- 서울예술대학 실용음악과 학사